# Enrico Stoll
Enrico Stoll (* 1978 in Herzberg) ist ein deutscher Luft- und Raumfahrttechniker und Hochschullehrer an der TU Berlin.

## Leben und Wirken
Stoll studierte ab 1999 Maschinenbau mit dem Schwerpunkt Luft- und Raumfahrttechnik an der TU Dresden. Nach Studienaufenthalten am Moskauer Staatlichen Luftfahrtinstitut und der University of New South Wales schloss er 2004 sein Studium als Diplomingenieur ab. Anschließend trat er eine Stelle als Doktorand an der TU München und studierte nebenbei Mathematik an der TU München und der Fernuniversität in Hagen. 2008 wurde er an der TU München zum Dr.-Ing. promoviert. 2009 war er als Postdoktorand am Massachusetts Institute of Technology tätig. Anschließend war er als Gastwissenschaftler an der Abteilung für Luft- und Raumfahrttechnik an der Putra Universität Malaysia tätig und arbeitete gleichzeitig als Systemingenieur bei dem Projekt RapidEye. 2011 schloss er sein Mathematikstudium mit dem Erwerb des Bachelor of Science ab. 2014 trat er die Stelle als Leiter des Instituts für Raumfahrtsysteme auf einen ordentlichen Lehrstuhl an die TU Braunschweig. 2021 wechselte Stoll auf den ordentlichen Lehrstuhl für Raumfahrttechnik an die TU Berlin, den er seitdem innehat.
Stolls Forschungsschwerpunkte liegen vor allem im Bereich der Miniaturisierung von Raumfahrttechnik, wobei Kleinsatellitentechnologien auf Komponentenebene und auf Systemebene den Hauptschwerpunkt bilden. Außerdem forscht Stoll auf dem Gebiet der Höhenforschungsraketen und zur Entwicklung und Erprobung von planetaren Robotern und der entsprechenden Missionsbetriebstechnik.